# Hypena chionosticha
Hypena chionosticha is een vlinder uit de familie spinneruilen (Erebidae). De wetenschappelijke naam is voor het eerst geldig gepubliceerd in 1961 door Fletcher D. S..
De soort komt voor in tropisch Afrika.